# Siergiej Kirjakow
Siergiej Wiaczesławowicz Kirjakow (ros. Сергей Вячеславович Кирьяков, ur. 1 stycznia 1970 w mieście Orzeł) – rosyjski piłkarz grający na pozycji napastnika. Nosił przydomek „Kiki”.

## Kariera klubowa
Piłkarską karierę Kirjakow rozpoczął w rodzinnym mieście Orzeł, w tamtejszym klubie Spartak Orzeł. W 1987 roku trafił do Dynama Moskwa. Przez pierwsze dwa sezony sporadycznie pojawiał się w składzie tego klubu, a samo Dynamo nie osiągało w tym okresie większych sukcesów. W 1989 roku grał już w większej liczbie meczów i występował w ataku z późniejszym kolegą z kadry narodowej, Igorem Koływanowem. W 1990 roku zajął z Dynamem trzecie miejsce wyższej lidze ZSRR, a sukces ten powtórzył w 1992 roku już po utworzeniu nowej rosyjskiej ligi. Przez 6 sezonów rozegrał dla Dynama 91 ligowych spotkań i strzelił 9 bramek.
Latem 1992 roku Kirjakow wyjechał do niemieckiego klubu Karlsruher SC. W Bundeslidze zadebiutował 15 sierpnia w wygranym 4:2 domowym meczu z Borussią Mönchengladbach. Już w następnej kolejce, w spotkaniu z Werderem Brema, przyczynił się do zwycięstwa 5:2 uzyskując hat-tricka. Na koniec sezonu był najlepszym strzelcem zespołu z 11 golami na koncie, a klub z Karlsruhe zajął 6. miejsce w lidze gwarantujące start w Pucharze UEFA. W sezonie 1993/1994 Siergiej zdobył 9 bramek w lidze, a w Pucharze UEFA dotarł z KSC do półfinału. Zespół ten wyeliminował z niego takie zespoły jak: PSV Eindhoven, Valencia CF, Girondins Bordeaux i Boavista FC, a odpadł po dwumeczu z Austrią Salzburg. W lidze powótrzył sukces sprzed roku. W kolejnych sezonach Kirjakow był mniej skuteczny. W 1996 roku dotarł do finału Pucharu Niemiec, a w 1997 znów zajął 6. pozycję. W sezonie 1997/1998 wystąpił tylko 5 razy i był tylko rezerwowym dla Seana Dundee, Radosława Gilewicza i Markusa Schrotha, a Karlsruher SC spadł do drugiej ligi.
Latem 1998 Kirjakow przeszedł do Hamburger SV, w którym występował w ataku z Anthonym Yeboahem. Z HSV zajął 7. miejsce w lidze, ale po sezonie opuścił zespół przechodząc do drugoligowego klubu Tennis Borussia Berlin. Tam spędził rok, ale nie awansował z zespołem do pierwszej ligi. Ostatni etap kariery Kirjakowa to występy w Chinach. W latach 2001–2002 występował w ataku Yunnan Hongta, a w 2003 roku grał w Shandong Luneng. Pod koniec roku zakończył karierę w wieku 33 lat.

## Kariera reprezentacyjna
W reprezentacji Związku Radzieckiego Kirjakow zadebiutował 23 sierpnia 1989 roku w zremisowanym 1:1 towarzyskim meczu z Polską. Wcześniej w 1988 roku zdobył z kadrą U-19 mistrzostwo Europy 1988. Natomiast w 1990 roku został także mistrzem Europy U-20. W 1992 roku został powołany przez Anatolija Byszowca do kadry Wspólnoty Niepodległych Państw na Euro 92. Tam wystąpił we dwóch grupowych spotkaniach: zremisowanym 0:0 z Holandią i przegranym 0:3 ze Szkocją. Natomiast w 1996 roku już z reprezentacją Rosji wystąpił na Euro 96 (zaliczył jeden mecz, przegrany 1:2 z Włochami). W kadrze ZSRR (WNP) rozegrał 10 meczów i strzelił 5 goli, a w kadrze Rosji – 28 meczów i 10 goli.